# ماميثا برتقالية
المَامِيثَا البرتقالية نوع نباتي يتبع جنس الماميثا من الفصيلة الخشخاشية.